# وین هنسی
وین هنسی (انگلیسی: Wayne Hennessey؛ زادهٔ ۲۴ ژانویهٔ ۱۹۸۷) بازیکن فوتبال اهل ولز است که برای باشگاه فوتبال ناتینگهام فارست بازی می کند. 
از باشگاه‌هایی که در آن بازی کرده‌است می‌توان به بریستول سیتی، ولورهمپتون واندرز، استوک‌پورت کانتی، یئوویل تاون و کریستال پالاس اشاره کرد.او در جریان بازی ایران و ولز در جام جهانی ۲۰۲۲با زدن زانو به سر مهدی طارمی از زمین مسابقه اخراج شد.